# Dennenweiher
Dennenweiher heißt eine Gruppe zweier Seen östlich von Götteldorf in der Marktgemeinde Dietenhofen des bayerische Landkreises Ansbach.

## Lage und Beschreibung
Die Seengruppe liegt in dessen Teilgemarkung etwa einen Kilometer ostsüdöstlich von Götteldorf auf etwa 407 m ü. NHN in einer sich ostwärts in den Wald Bayrisches Holz hineinziehenden Flurbucht. Naturräumlich gehören die Seen und ihre weitere Umgebung zum Nördlichen Ansbacher Hügelland des Mittelfränkischen Beckens. Sie liegen auf einer nur wenig nach Norden abfallenden Hochebene, in deren Untergrund der Blasensandstein der Hassberge-Formation liegt. Sie entwässern über einen anscheinend ebenfalls Kanzelbach genannten kurzen Hangbach nordwärts zum Kanzelbach, einem rechten Zufluss der oberen Bibert.
Der größere der beiden Seen ist etwa 1,5 ha groß und etwa rechteckig mit den zwei längeren Seiten von etwa 140 m im Ostnordosten und Westsüdwesten. Jenseits eines trennenden Dammes mit darauf laufendem Grasweg schließt sich im Westsüdwesten der mit etwa 0,5 ha kleinere See an, der etwa Dreiecksgestalt hat mit einer etwa 100 m langen Seite gegen den Wegdamm und einer etwa 110 m langen im Südsüdwesten.
Bei den Seen steht eine Blockhütte mit Lehrbienenstand.
Der See ist etwa im heutigen Gesamtumfang schon auf einer Karte aus dem 19. Jahrhundert eingetragen, allerdings als nur eine Seefläche ohne den trennenden Wegdamm. Dieser taucht auf jüngeren topographischen Karten erst zwischen 1980 und 1990 auf.

### BayernAtlas („BA“)
Amtliche Online-Gewässerkarte mit passendem Ausschnitt und den hier benutzten Layern: Dennenweiher und Umgebung

Allgemeiner Einstieg ohne Voreinstellungen und Layer: BayernAtlas der Bayerischen Staatsregierung (Hinweise)
1. ↑  Höhe abgefragt auf dem Hintergrundlayer Amtliche Karte (Rechtsklick).
2. 1 2 3  Seefläche abgemessen auf dem Hintergrundlayer Amtliche Karte.
3. ↑  Geologie nach dem Layer Geologischen Karte 1:25.000.
4. ↑  Seitenlängen abgemessen auf dem Hintergrundlayer Amtliche Karte.
5. ↑  Siehe den Layer „Historische Karte“.
6. ↑  Siehe den Layer „Zeitreise“.

### Sonstige
1. ↑  Franz Tichy: Geographische Landesaufnahme: Die naturräumlichen Einheiten auf Blatt 163 Nürnberg. Bundesanstalt für Landeskunde, Bad Godesberg 1973. → Online-Karte (PDF; 4,0 MB)
2. ↑  Blockhütte mit Lehrbienenstand nach den Wandervorschläge auf der Website der Gemeinde Dietenhofen. (Vorschlag Nr. 1)